# Marija Gimbutas
Marija Birutė Alseikaitė-Gimbutienė, conocida como Marija Gimbutas (Vilna, 24 de enero de 1921-Los Ángeles, 2 de febrero de 1994), fue una arqueóloga y antropóloga lituanoestadounidense, reconocida por su investigación sobre las culturas del neolítico y la Edad del Bronce de la «vieja Europa» —término que introdujo en los estudios arqueológicos—; y por su hipótesis de los kurganes, que situaba la patria protoindoeuropea en la estepa póntica.
Estudió en Kaunas, Vilna y Tubinga. En la universidad de esta última ciudad se doctoró en 1946 con la tesis Entierros en Lituania en tiempos prehistóricos. Su formación académica fue interdisciplinaria e incluyó conocimientos básicos de lingüística, etnología e historia de la religión, lo cual era inusual para un arqueólogo. En 1941 se casó con el arquitecto Jurgis Gimbutas (1918-2001), con quien tuvo tres hijas. Sus estudios y carrera se vieron constantemente interrumpidos por sus migraciones, primero en 1944 hacia Austria, huyendo del Ejército Rojo, que anexó Lituania a la Unión Soviética; luego de Austria a Alemania, ya al final de la Segunda Guerra Mundial; y en 1949 a Estados Unidos, donde finalmente se radicó.
Sus trabajos, publicados entre 1946 y 1971, introdujeron nuevos puntos de vista sobre la combinación del tradicional trabajo preparatorio con las interpretaciones lingüísticas y mitológicas, y desafió las creencias existentes sobre las sociedades en la Edad del Bronce. Fue conocida como una de las autoridades más destacadas a nivel internacional en el estudio de ese periodo e innovadora en las técnicas arqueológicas del siglo XX.

## Infancia y adolescencia
Marija, hija de Veronika Janulaitytė-Alseikienė y Danielius Alseika, nació el 23 de enero de 1921 en Vilna, Lituania. Sus padres eran parte de la intelligentsia —clase social compuesta por personas involucradas en complejas actividades mentales y creativas orientadas al desarrollo y la diseminación de la cultura— y estaban activamente interesados en el folclore y el arte lituano; a menudo invitaban a los músicos y escritores más famosos de la época, tales como Vydūnas, Juozas Tumas-Vaižgantas y Jonas Basanavičius, a reuniones sociales que se celebraban en su casa. Su madre obtuvo un doctorado en oftalmología en la Universidad de Berlín en 1908. Su padre hizo un doctorado en medicina en la Universidad de Tartu en 1910 y posteriormente trabajó como médico en Vilna; también fue jefe de prensa del periódico Vilniaus Žodis y de la revista cultural Vilniaus Šviesa. Sus padres fundaron el primer hospital lituano en Vilna en 1918, y siendo su padre un abierto defensor de la independencia de Lituania durante la Guerra polaco-soviética, el hospital se convirtió en un polo de resistencia contra la ocupación polaca durante esta guerra que tuvo lugar entre 1918 y 1921, y que se saldó con la pérdida del 20 % del territorio lituano a favor de Polonia, con la capital Vilna incluida, por lo que la capital se trasladó provisionalmente a Kaunas.
En 1927, Marija Gimbutas inició los estudios primarios en Aušra Gymnasium, en Vilna. En 1931 la familia decidió mudarse a Kaunas, la capital temporal de Lituania, huyendo de la invasión polaca, donde prosiguió sus estudios mientras su padre regresaba a Vilna para continuar luchando en la resistencia contra los polacos. Ese año sus padres se divorciaron y Marija se quedó en la casa materna en Kaunas. Cinco años después su padre murió repentinamente. En el lecho de muerte de su padre prometió que estudiaría para convertirse en erudita: 

De repente tuve que pensar qué seré, qué haré con mi vida. Había sido tan imprudente en los deportes, nadando por millas, patinando, andando en bicicleta. Cambié por completo y comencé a leer.

## Estudios y emigración
A los diecisiete años terminó la secundaria con sobresalientes y en 1938 se matriculó en la Universidad Vytautas Magnus para estudiar lingüística en la Facultad de Filología. Un año después prosiguió los estudios en la Universidad de Vilna para preparar la maestría en arqueología con el profesor Jonas Puzinas, con tres especializaciones en los campos de lingüística, etnología y folclore. En septiembre de 1939 la Alemania nazi invadió Polonia dando inicio a la Segunda Guerra Mundial. En octubre y ante el avance alemán, Lituania firmó con la Unión Soviética el Tratado lituano-soviético de asistencia mutua, lo que permitía a la URSS establecer cuatro bases militares en Lituania con el pretexto de defender a los países más débiles frente a la poderosa Alemania, pero respetando la soberanía de Lituania. Antes de la medianoche del 14 de junio de 1940, la Unión Soviética dio un ultimátum a Lituania y demandó que se les permitiera entrar en territorio lituano y formar un gobierno prosoviético; el 15 de junio, Lituania aceptó incondicionalmente el ultimátum y perdió la independencia. Con la entrada de los soviéticos cerraron la Universidad de Vilna y fue entonces cuando se unió a la resistencia y se escondió en los bosques cerca de Pazaislis. La vida resultó muy difícil con el gobierno soviético, impusieron duras medidas políticas, económicas y sociales; todas las organizaciones culturales y religiosas fueron cerradas y, hasta junio de 1941, más de 17 000 lituanos fueron deportados a Siberia.

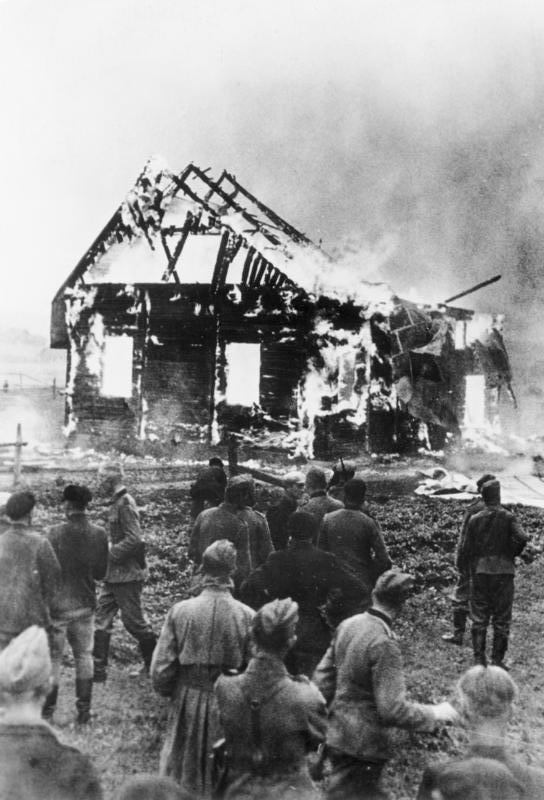
Soldados alemanes y habitantes locales observan el incendio de una sinagoga lituana, 9 de julio de 1941

A finales de junio de 1941, la Alemania nazi invadió Lituania y sus tropas fueron recibidas como libertadores del opresivo régimen soviético, aunque posteriormente, ese mismo año, la mayoría de los judíos de las áreas rurales fueron asesinados a manos de los alemanes en el Holocausto en Lituania. Con la invasión alemana, las universidades volvieron a abrir y Gimbutas pudo reanudar los estudios para terminar la tesis. Ese mismo año se casó con el arquitecto y líder de la prensa lituana Jurgis Gimbutas. Un año después obtuvo la maestría en la Universidad de Vilna y en 1943 nació Danute, su primera hija. La vida volvería a agitarse en 1944, cuando el ejército ruso derrotó a Alemania y ocupó nuevamente Lituania. Temiendo un regreso del extremismo soviético, la familia decidió huir hacia Viena. Atravesaron el río Niemen en balsa y luego tomaron un tren. Al llegar a Viena, siguieron camino a Innsbruck, de donde tuvieron que huir nuevamente por los bombardeos y se refugiaron en Baviera.
Estudió lingüística, luego arqueología y culturas indoeuropeas en la Universidad de Tubinga, Alemania, donde obtuvo un doctorado en arqueología en 1946, con una disertación sobre Entierros en Lituania en tiempos prehistóricos, que se publicó un año después. En 1947, durante los estudios postdoctorales, dio a luz a su segunda hija, Živilė. Trabajó como estudiante de posgrado en la Universidad de Heidelberg y en la Universidad de Múnich desde 1947 hasta 1949.
En 1949, la familia Gimbutas dejó Alemania y se instaló definitivamente en los Estados Unidos, donde Marija consiguió trabajo en la Universidad de Harvard como traductora de textos arqueológicos de la Europa Oriental. Luego fue profesora del Departamento de Antropología en un momento en el que en Estados Unidos se abría el camino hacia la Nueva Arqueología, base del estudio del periodo prehistórico. En 1955 nació su tercera hija, Rasa Julija. Ese mismo año fue nombrada miembro del Museo Peabody de Arqueología y Etnología de la Universidad de Harvard; allí trabajó durante trece años con Philip Phillips, arqueólogo y curador del museo y defensor de la Nueva Arqueología. Un año después publicó los primeros estudios sobre los kurganes, labor que compaginó con la dirección de los trabajos en las principales excavaciones del sureste europeo. Publicó el sexto estudio fruto de las investigaciones sobre los pueblos del centro y del este de Europa en la Edad del Bronce. La obra fue acogida con interés y la situó como referente en la materia.
Fue nombrada en 1956 catedrática del departamento de Arqueología de la Universidad de California en Los Ángeles (UCLA), donde permaneció hasta 1989, año en el que se jubiló. En la UCLA desarrolló estudios a partir del análisis y la deducción mediante la hipótesis científica en la línea de la Nueva Arqueología. Con este método estableció progresivamente las formas de las sociedades en su contexto sociopolítico, en contra de los criterios habituales basados en el pasado histórico. Este método permitió mantener alejado el posible sesgo interpretativo tras la II Guerra Mundial que estaba orientado a enfatizar las culturas y tradiciones nazis, al analizar solo las evidencias científicas. Gimbutas alternó la labor en la Universidad de California con la organización y la dirección de las excavaciones en países como Grecia, Yugoslavia o Italia. Las conclusiones de sus hallazgos y descubrimientos fueron recopiladas y publicadas en más de veinte obras y trescientos artículos, que son una referencia sobre la cultura indoeuropea en el mundo de la arqueología. A principios de los años 1970 fue cofundadora de la revista de estudios indoeuropeos The Journal of Indo-European Studies. Recopiló un fondo fotográfico con cerca de 12 000 registros con una relevancia arqueológica importante.
Falleció el 2 de febrero de 1994 en Los Ángeles a los setenta y tres años. El 8 de mayo de 1994, sus restos fueron trasladados al cementerio Petrašiūnai en Kaunas.
Dedicó su vida al estudio y la investigación arqueológica. Sobre la misma indicó:

La arqueología es como tocar el piano. Debes comenzar a aprender estilos. Son como cientos de estratos. Me tomó mucho tiempo. Luego comencé a ir más profundamente. Así llegué a cuestionar qué nos decía la mitología y la lingüística, ya que la arqueología lo contiene todo. No sólo el materialismo científico. También está involucrada la religión y la estructura social. Todo junto. No es apenas una descripción de objetos.

## Investigaciones
La importancia de sus trabajos de investigación reside en la aportación de nuevos puntos de vista sobre las sociedades de la Edad del Bronce que abrieron nuevos modelos para la interpretación y la metodología arqueológica. Fue considerada una de las autoridades más destacadas en el estudio del periodo tras la publicación de Bronze Age Cultures in Central and Eastern Europe (1965). Dirigió cinco excavaciones en yacimientos del sureste europeo del periodo previo al Neolítico. Extrajo más de 30 000 objetos de los cuales 3000 fueron estatuillas. En sus estudios arqueológicos empleó la técnica de datación por radiocarbono desarrollada por Willard Libby en 1949.
Gimbutas desarrolló en los años 1950 un método de investigación interdisciplinar con el que, mediante el uso de otras disciplinas como la antropología o la etnología que comparó con la paleontología lingüística —centro de sus análisis—, realizó la interpretación de los datos arqueológicos que le permitió la localización de los pueblos de habla indoeuropea y la expansión de dichas lenguas. Mediante este método abrió el camino de la arqueología descriptiva que denominó arqueomitología. El método de Gimbutas supuso un avance importante para la arqueología en su época. Esta metodología se basaba en combinar la arqueología y la lingüística para, junto con la mitología, identificar los pueblos protoindoeuropeos del Neolítico y la Edad del Bronce.
En 1956 planteó su famosa hipótesis sobre los kurganes en la monografía The Prehistory of Eastern Europe, que recopiló los estudios realizados entre el Báltico y el norte del Cáucaso el año anterior. Esta hipótesis planteaba la opción de que unos pueblos venidos de Asia central migraron a Europa durante la Edad del Bronce y llevaron consigo una lengua denominada protoindoeuropea. La propuesta provocó gran sorpresa en los círculos arqueológicos. 
La atención la centró en el estudio de la representación de la sociedad y el culto femenino. Realizó estudios sobre las sociedades existentes en el Neolítico en el área de los Balcanes. Estas sociedades, según sus estudios, estuvieron gobernadas por mujeres-reinas y sacerdotisas de carácter pacífico a diferencia de otras sociedades de carácter belicista. El estudio de los hallazgos de las figurillas tanto femeninas como masculinas —a las que nombró dioses—, confirmó la existencia del culto sagrado a lo que designó como una única Gran Diosa. Las conclusiones sobre la estructura de dichas sociedades fueron publicadas en 1974 en The Gods and Goddesses.
El resultado de sus trabajos constató que en las manifestaciones del folclore se mantienen los patrones de la cultura que sobreviven a los cambios de sociales tradicionales cuyas creencias cambian a un paso lento.
Joan Marler, editora de Marija Gimbutas y fundadora del Institute of Archaeomythology, escribió:

Aunque sea considerado impropio en la arqueología general interpretar la ideología de las sociedades prehistóricas, resultó obvio para Marija que cada aspecto de la vida en la «Vieja Europa» expresaba un sofisticado simbolismo religioso. Por eso, se dedicó a un exhaustivo estudio de los símbolos e imágenes del Neolítico para descubrir su significado social y mitológico. Para llevar a cabo esta labor, fue necesario abrir el ámbito de la arqueología descriptiva incluyendo estudios lingüísticos, mitología, religiones comparadas y el estudio de los documentos históricos. Denominó este interdisciplinario acercamiento arqueomitología.

### Hipótesis de los kurganes

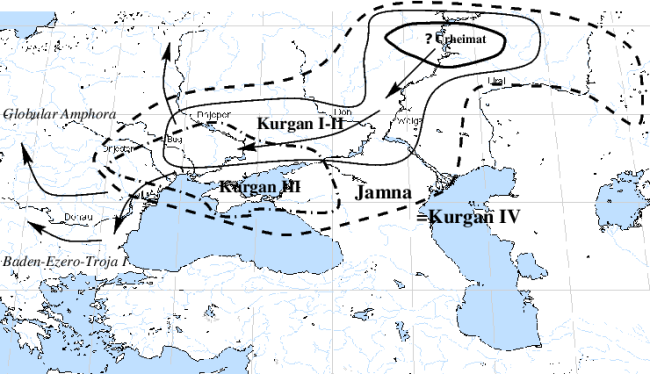
Perspectiva de la hipótesis de los kurganes

En 1956, Gimbutas publicó su hipótesis de los kurganes en la monografía The Prehistory of Eastern Europe (1956), basada en la conciliación de la lingüística comparativa y los datos arqueológicos recopilados durante las excavaciones de los túmulos funerarios de la cultura kurgán de Asia Central, y tenía la intención de resolver una serie de enigmas relacionados con pueblos hablantes del protoindoeuropeo (PIE), que propuso llamar “kurganes” (es decir, la gente de los túmulos de las estepas); se trata de proponer un origen y una ruta de migración de los protoindoeuropeos hacia Europa. La hipótesis tuvo un impacto significativo en los estudios protoindoeuropeos. Los investigadores que estaban de acuerdo con Gimbutas identificaban la cultura de los kurganes ―también conocida con el nombre de cultura yamna― como el reflejo de una sociedad protoindoeuropea temprana que existió en las estepas pónticas desde el V milenio al III milenio a. C.
Marija Gimbutas identifica la cultura de los kurganes con el hábitat original de los indoeuropeos. Esta cultura mesolítica, ubicada entre el Volga y los ríos de los Urales, se distingue por la temprana domesticación del caballo. La movilidad así ganada habría creado grupos de jinetes combatientes y habría dado lugar a las llamadas formas de sociedad patriarcales. Entre 4500 y 3000 a. C., los indoeuropeos, este «pueblo de jinetes», habrían penetrado en varias oleadas sucesivas en la región del Dniéper, el oeste de Ucrania y Moldavia, habrían transformado la cultura de tipo agrícola existente, se habrían establecido como una aristocracia gobernante y habrían impuesto su idioma. Esta conquista de Europa por la cultura de los kurganes se caracterizaría en arqueología por la cultura de la cerámica cordada y por la cultura de los vasos de embudo.
Tres estudios genéticos en 2015 apoyaron la teoría de los kurganes de Gimbutas con respecto al Urheimat indoeuropeo. Según esos estudios, los haplogrupos R1b y R1a, ahora los más comunes en Europa (R1a también es común en el sur de Asia) se habrían expandido desde las estepas rusas, junto con las lenguas indoeuropeas; también detectaron un componente autosómico presente en los europeos modernos que no estaba presente en los europeos neolíticos, que se habría introducido con los linajes paternos R1b y R1a, así como con las lenguas indoeuropeas.

### La Gran Diosa
A partir de los estudios y las investigaciones realizados sobre las culturas prehistóricas del Mediterráneo y centro y noreste europeo del Paleolítico superior y la Edad del Bronce,halló la diversa y compleja estructura de figuras simbólicas femeninas, de pequeñas dimensiones, así como la existencia del culto religioso, en una representación única y universal que denominó Gran Diosa. Este término lo consideró el más adecuado, ya que con él englobó todas las posibles variantes en cuanto a las diversas representaciones y poderes atribuidos a la deidad. De acuerdo con esta idea, el concepto de Gran Diosa se aleja del de la Diosa de la Fertilidad, del de la Madre Tierra y del de la Diosa madre, ya que según la teoría expuesta por Gimbutas, estas forman parte del concepto de Gran Diosa que engloba todas las posibles representaciones y facetas de la misma y solo describen una parte del papel de la figura principal.

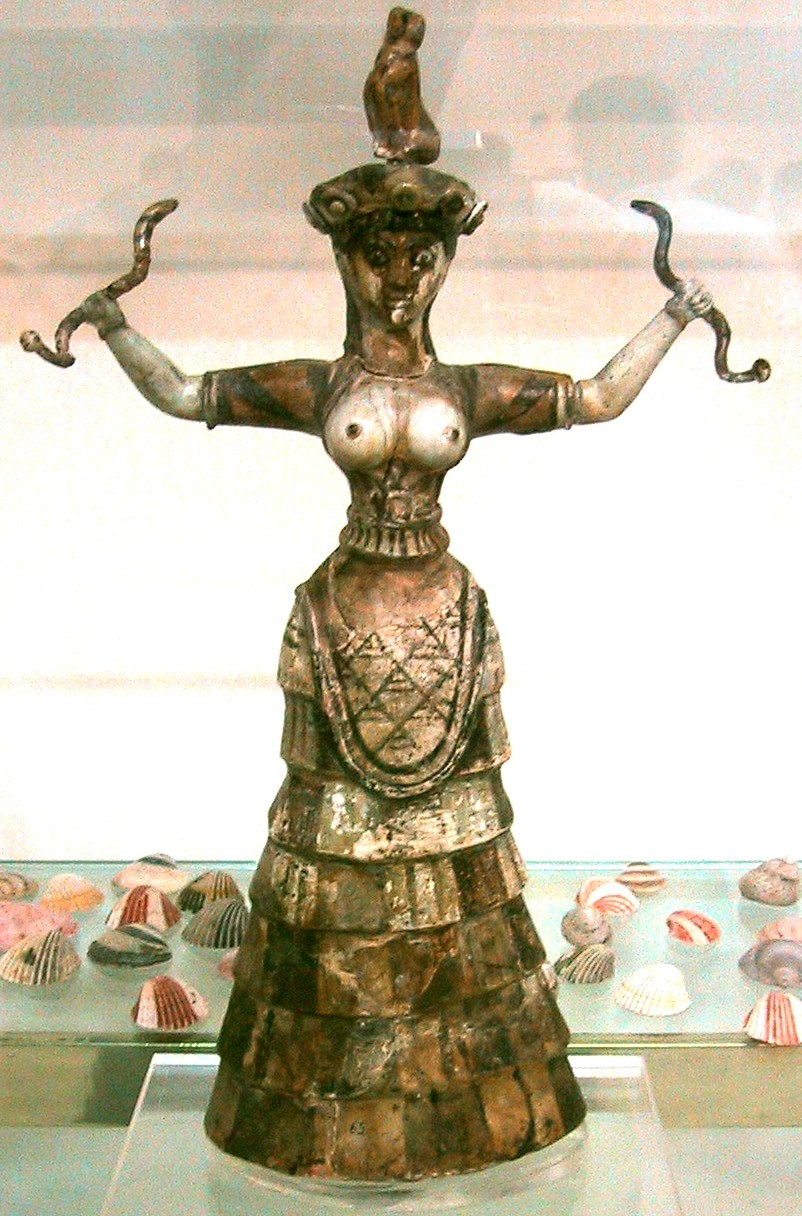
Diosa de las serpientes en el Museo Arqueológico de Heraclión

Estableció que la Gran Diosa se relacionaba con las representaciones de las diosas en otras culturas, de la que eran una representación concreta de la Gran Diosa según el culto. Dicho surtido de deidades femeninas lo estableció en cuatro grupos de acuerdo con el significado simbólico de la misma: «Lo que da vida» donde se encuadran las representaciones del cuerpo de la mujer y aquellas relacionadas con la creación de la vida, bien fuesen representaciones humanas o animales. Un segundo bloque lo definió como «La tierra renovadora y eterna», representación de las cuatro estaciones, la fertilidad, y a los seres humanos como parte de la naturaleza. El tercer grupo fue «Muerte y regeneración», recoge a las diosas que quitan la vida y se representaron con formas de serpiente, perros, abejas o de aves. El último grupo engloba símbolos y signos que representan las energías, el tiempo.
Gimbutas asoció a la Diosa serpiente, presente en la cultura cretense, con la Diosa pájaro, símbolo de la energía y de los animales malignos del neolítico, como diferentes facetas de la Gran Diosa. Otras formas de representación de la misma diosa fueron la diosa abeja, la de los animales, la del toro, incluso la dama del laberinto cuya representación fue una constante en el arte minoico. Gimbutas rechazó el concepto de la relación entre la diosa de la fertilidad con las diosas relacionadas con Venus, así como con las denominadas Diosas madre, Madre Tierra y Madre de los Muertos.
Sobre las sociedades matriarcales rechazó el uso del término matriarcal, ya que según sus estudios en ningún momento las sociedades en las que hubo una gobernanza de mujeres se impuso a las masculinas, ni hubo un dominio de estas sociedades sobre las otras. Sin embargo, el término fue empleado por ella, pero no con el significado que adquirió en tiempos más modernos, hecho que ha dado lugar a diferentes interpretaciones de los estudios sobre la Gran Diosa.Los estudios y hallazgos sobre la Gran Diosa fueron publicados en 1996 en la obra El lenguaje de la Diosa.
Con la llegada de los kurganes en el IV milenio a. C. el culto a la Gran Diosa quedó relegado a un segundo plano en las nuevas sociedades que fueron surgiendo. La tradición y el culto a esta Gran Diosa se ha mantenido, transformándose y evolucionado en algunas sociedades hasta tiempos contemporáneos, manteniéndose en las tradiciones, cultura y religiones.

## Apoyo y controversias
Joseph Campbell y Ashley Montagu compararon de igual manera la importancia del resultado de la labor de Marija Gimbutas con la importancia histórica de la piedra de Rosetta que permitió a Champollion descifrar los jeroglíficos egipcios.Joseph Campbell escribió el prefacio de una nueva edición del texto de Gimbutas The language of the goddess (El lenguaje de la diosa, 1989) antes de su muerte, y lamentaba que los estudios de Gimbutas sobre las culturas europeas del Neolítico no hubiesen estado disponibles cuando él escribió Las máscaras de Dios.
Las propuestas de Gimbutas sobre los kurgán fueron la base para estudios y desarrollos posteriores por parte de arqueólogos como J. P. Mallory, que publicó en 1989 In Search of the Indo-Europeans. Los resultados y las hipótesis continúan, años después, siendo motivo de debate en la comunidad de lingüistas y arqueólogos. También el genetista y biólogo italiano Luigi L. Cavalli-Sforza confirmó los planteamientos sobre las migraciones indoeuropeas desarrollado en la teoría de los kurganes de Gimbutas.
El trabajo y las investigaciones de Gimbutas fueron motivo de discusión en las décadas entre 1970 y 1980. Fue considerada una persona controvertida por parte de la comunidad de arqueólogos con los que compartió trabajos y que se opusieron de forma abierta a sus conclusiones. Bernard Wailes, profesor de antropología de la Universidad de Pensilvania, dijo que la mayoría de sus colegas pensaban que Gimbutas tenía muchos conocimientos, pero saltaba de una idea a la otra, conectándolas sin argumentos sólidos. También Ruth Tringham, profesora de antropología en la Universidad de California en Berkeley, así como Linda Ellis, arqueóloga de la Universidad Estatal de California en San Francisco, coincidieron en que las apreciaciones de Gimbutas tenían mucho más de intuición que de pensamiento crítico. Entre los opositores más acérrimos se encontró Colin Renfrew. El arqueólogo británico defendía entonces otra teoría basada en el origen de la migraciones de los grupos indoeuropeos desde Anatolia, en contra de la teoría de los kurganes y la existencia de una Gran Diosa. En años posteriores Renfrew aceptó, incluso avaló, la teoría inicial de Gimbutas, y desistió de su idea de que las migraciones tuvieron origen en Anatolia en favor de la teoría kurgán. En 2017 Renfrew aceptó que las teorías de Gimbutas habían propiciado el debate, pero mantuvo la incredulidad sobre el concepto de la vieja Europa y las sociedades gobernadas por figuras femeninas. La controversia surgida sirvió de base para elaborar estudios sobre la relación entre los intereses académicos y los sociopolíticos.

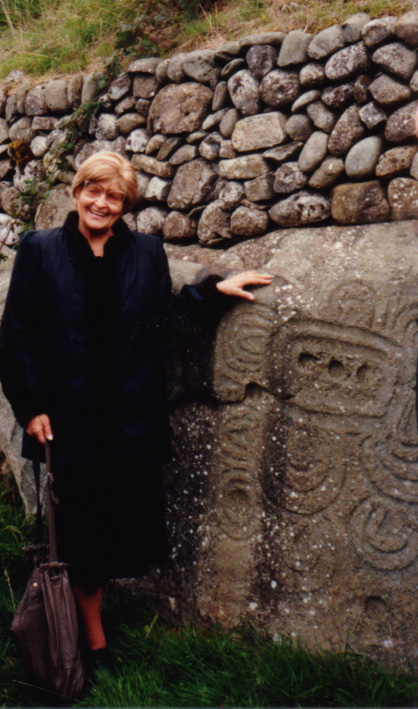
La autora, en la parte posterior de Newgrange, en el condado de Meath, Irlanda, 1989

Movimientos feministas surgidos en la década de 1970 han visto en las conclusiones de Gimbutas, publicadas en The Gods and Goddesses entre otras obras, una sociedad prehistórica basada en el matriarcado. Otras investigaciones posteriores ven en ello interrelaciones alejadas de la base de los estudios de Gimbutas debido a que se aprovecharon los datos históricos y se aplicaron desde un punto de vista alejado de la base investigadora de Gimbutas. Las críticas surgidas en torno a esta hipótesis feminista fueron calificadas de un intento por destruir el prestigio logrado por Gimbutas. La ecofeminista Charlene Spretnak argumentó en 2011 que se había orquestado una «reacción violenta» contra el trabajo de Gimbutas, que había comenzado en los últimos años de su vida y después de su muerte. Por las conclusiones de dichas investigaciones Gimbutas fue calificada como feminista, sin embargo, al respecto ella misma manifestó que: 

«nunca he sido una feminista y nunca había pensado que estaría ayudando a las feministas».

Sus estudios y conclusiones en relación con la mitología y los estudios sobre los cultos religiosos fueron recogidas por el movimiento neopagano.
En una grabación sonora titulada The age of the great goddess, Gimbutas discutía sobre las diversas manifestaciones de la diosa y su comparación con la Tierra como elemento femenino. En 2004, la directora de cine Donna Read y la autora neopagana y activista conocida como Starhawk realizaron un documental en estrecha colaboración sobre la vida y el trabajo de Marija Gimbutas, titulado Signs out of time. Zsuzsanna Budapest, defensora del chamanismo en Europa y los «misterios femeninos», insistió en los ritos místicos en torno a la figura de la Gran Diosa a la que considera «cósmica», y se ha apoyado en los estudios de Gimbutas para defender el punto de vista del neopaganismo.

## Publicaciones
El trabajo de Gimbutas se encuentra en el Centro de Investigación y Archivos OPUS, ubicado en el campus del Pacifica Graduate Institute en Carpintería, California. La biblioteca incluye la extensa colección de Gimbutas sobre los temas de arqueología, mitología, folclore, arte y lingüística. También están archivados sus apuntes de conferencias y manuscritos de sus artículos y libros que incluyen: The Balts, The Gods and Goddesses of Old Europe y The Civilization of the Goddess. Los Archivos OPUS albergan cerca de 12 000 imágenes tomadas personalmente por Gimbutas de figuras sagradas, así como archivos de investigación sobre las culturas neolíticas de la vieja Europa.
Algunas de sus publicaciones son:
- Gimbutas, Marija (1946). Die Bestattung in Litauen in der vorgeschichtlichen Zeit (Entierros en Lituania en tiempos prehistóricos) (en alemán). Tubinga. OCLC 11381724.

- Gimbutas, Marija (1956). Prehistory of Eastern Europe. Part I. Mesolithic, Neolithic and Copper Age cultures in Russia and the Baltic Area (Prehistoria de Europa del Este. Parte I. Culturas mesolíticas, neolíticas y de la Edad del Cobre en Rusia y el Báltico) (20). Cambridge: American School of Prehistoric Research.

- Gimbutas, Marija; Ehrich, R. (1957). COWA Survey and Bibliography, Area – Central Europe (en inglés). Cambridge: Harvard University.

- Gimbutas, Marija (1958). Ancient symbolism in Lithuanian folk art (en inglés). American Folklore Society, Memoirs of the American Folklore Society.

- Gimbutas, Marija (1958). Rytprusiu ir Vakaru Lietuvos Priesistorines Kulturos Apzvalga (en lituano). Nueva York: Studia Lituaica.

- Gimbutas, Marija; Ehrich, R. (1959). COWA Survey and Bibliography, Area 2 – Scandinavia (en inglés). Cambridge: Harvard University.

- Gimbutas, Marija (1963). «The Balts». Ancient peoples and places (en inglés) 33. Londres: Thames and Hudson.

- Gimbutas, Marija (1965). Bronze Age cultures in Central and Eastern Europe (en inglés). La Haya/Londres: Mouton.

- Gimbutas, Marija (1971). «The Slavs». Ancient peoples and places (en inglés) 74. Londres: Thames and Hudson.

- Gimbutas, Marija (1974). «Obre and Its Place in Old Europe». Informes científicos del Museo Estatal de Bosnia y Herzegovina 4 (A). Sarajevo: Zemalski Museum.

- Gimbutas, Marija (1974). The Goddesses and Gods of Old Europe, 7000 to 3500 BC: Myths, Legends and Cult Images (en inglés). Londres: Thames and Hudson.

- Gimbutas, Marija (1981). Grotta Scaloria: Resoconto sulle ricerche del 1980 relative agli scavi del 1979 (en italiano). Manfredonia: Amministrazione comunale.

- Gimbutas, Marija (1985). Baltai priešistoriniais laikais: etnogenezė, materialinė kultūra ir mitologija. Vilna: Mokslas.

- Gimbutas, Marija (1989). The Language Of The Goddess: Unearthing The Hidden Symbols Of Western Civilization (en inglés). San Francisco: Harper & Row. ISBN 9780062503565.

- Gimbutas, Marija (1991). The Civilization of the Goddess: The World of Old Europe (en inglés). San Francisco: Harper.

- Gimbutas, Marija (1992). Die Ethnogenese der europäischen Indogermanen (en alemán). Innsbruck: Instituto de Lingüística de la Universidad de Innsbruck.

- Gimbutas, Marija (1994). Das Ende Alteuropas. Der Einfall von Steppennomaden aus Südrussland und die Indogermanisierung Mitteleuropas (en alemán). Innsbruck: Instituto de Lingüística.

- Gimbutas, Marija (1999).  Miriam Robbins Dexter, ed. The Living Goddesses. Berkeley/Los Angeles: University of California Press. ISBN 9780520229150.

## Premios y reconocimientos
- 1960: Premio Outstanding New American.[24]
- 1968: Mujer del Año, otorgado por Los Angeles Times.[24]
- 1993: Premio Anisfield-Wolf Book por el libro The Civilization of the Goddess: the World of Old Europe.[50][7]
- 1993: obtuvo el doctorado honoris causa por la Universidad Vytautas Magnus de Lituania por su trayectoria.[13][7]